# .gov
.gov（英語：的缩写）是互联网的赞助类顶级域(sTLD)之一，仅供符合要求的美国境内政府機構使用。部分联邦政府机构未采用.gov，而是使用.com或者.mil等域名替代，例如国防高级研究计划局。

## 历史沿革
- 1984年，乔恩·波斯特尔和乔伊斯·K·雷诺兹（英语：Joyce K. Reynolds）起草RFC 920标准[3]。
- 1985年1月1日，.gov正式成为当时互联网六个通用顶级域之一，当时的注册局是美国联邦网络委员会。
- 1997年7月18日，美国联邦网络委员会经互联网工程任务组指导将管理权交接给美国联邦总务署，该署是美联邦政府下的一个独立机构。
- 2003年3月28日，美国联邦总务署正式将.gov域名规定写入联邦规则汇编[4]，定义了严格的域名命名规则，并将允许注册.gov域名的实体限定为美联邦、州立、本地政府机构及本土主权政府（主要是美國原住民部落）。

## 关联域名
世界上仅有美国政府可以使用.gov域名而无需附加任何地区代码（尽管美国政府也可以选择.gov.us），其他国家或地区的政府机构若要使用.gov域名，则必须以二级域的形式注册，或者使用其他规定的域名。
目前，大多数国家或地区选择.gov加上对应的国家或地区代码作为政府机构网站，如中华人民共和国政府使用www.gov.cn，作为专用域名，.gov.cn為.cn下的一个二级網域。
部分国家则直接使用其国家代码顶级域，例如法国政府曾使用三级域gouvernement.gouv.fr作为专用域名，.gouv.fr是.fr顶级域下的一个二级域，现已跳转为gouvernement.fr；加拿大政府曾使用三级域www.gc.ca作为专用域名，.gc.ca是.ca下的一个二级域，现已跳转至canada.ca。
其余部分国家使用的二级域名称根据其官方语言有所变化，除去上文提及的.gov变种.gouv和.gc，比如印度尼西亞政府、日本政府與韩国政府机构使用.go作为二级域名，即.go.id、.go.jp與.go.kr；使用葡萄牙语和西班牙语的国家则使用.gob（gobierno的缩写）作为二级域，例如葡萄牙政府机构使用.gob.pt，萨尔瓦多政府机构使用.gob.sv。

## 外部連結
- .gov域名whois工具（页面存档备份，存于）（英文）
- 所有在册的.gov域名列表（页面存档备份，存于）（英文）